# Sheila Faith
Sheila Faith (n. 3 iunie 1928, Newcastle upon Tyne, Anglia, Regatul Unit – d. 28 septembrie 2014, Newcastle upon Tyne, Anglia, Regatul Unit) a fost o politiciană britanică și membră a Parlamentului European în perioada 1984-1989 din partea Regatului Unit. 
1. ↑  Deputații în Parlamentul European
2. ↑  Hansard 1803–2005